# Ван дер Линде, Шелдон
Шелдон ван дер Линде (род. 13 мая 1999, Йоханнесбург, ЮАР) — южноафриканский автогонщик. Участник серии DTM с сезона 2019 года. Чемпион DTM сезона 2022 года.

## Карьера
Ван дер Линде начал свою карьеру в автоспорте в возрасте шести лет, участвуя в гонках в картинге в ЮАР. В дальнейшем выиграл несколько национальных титулов, прежде чем перешёл на гоночные автомобили в сезоне 2014 года. В своём первом сезоне автогонок ван дер Линде уверенно выиграл чемпионат South Africa Polo Cup Championship. На следующий год выиграл Кубок Volkswagen в ЮАР.
В сезоне 2016 года ван дер Линде участвовал в серии Audi Sport TT Cup, одной из серий поддержки DTM. Он выиграл обе гонки первого этапа на Хоккенхаймринге. Многократные подиумы и две победы обеспечили ван дер Линде четвёртое место в его дебютном сезоне. После этого он участвовал в чемпионате WeatherTech SportsCar Championship, ADAC GT Masters и обеих сериях Blancpain GT Series.

### DTM

#### 2019 год
В январе 2019 года было объявлено, что ван дер Линде будет выступать за команду BMW Team RBM в сезоне DTM 2019 года; тем самым став первым южноафриканским гонщиком, принявшим участие в этой серии. Он завоевал поул-позицию в Золдере и финишировал 13-м в турнирной таблице, отстав на 19 очков от своего напарника по команде Джоэля Эрикссона.

#### 2020 год
Ван дер Линде остался в команде RBM на сезон DTM 2020 года, на этот раз вместе с Филиппом Энгом. Его сезон начался удачно: он впервые завоевал подиум в DTM на втором этапе на Лаузицринге. Далее южноафриканец выиграл вторую гонку в Ассене, в которой также показал лучший результат на круге. Стабильные выступления в сезоне помогли ван дер Линде занять шестое место в чемпионате, заняв второе место среди гонщиков BMW, уступив только Тимо Глоку.

#### 2021 год
В сезоне 2021 года, первом сезоне DTM, который проводился в соответствии с правилами класса GT3, ван дер Линде стал напарником Тимо Глока в команде ROWE Racing. В первых семи гонках пять раз финишировал в первой десятке. После финиша четвёртым во второй гонке первого этапа в Монце, он стартовал с поула и стал лидером гонки на 21-м круге в первой гонке второго этапа на трассе Лаузицринг, но в итоге получил пятисекундный штраф за нарушение пит-стопа и финишировал девятым. После своего первого схода в сезоне во второй гонке четвёртого этапа на Нюрбургринге также сошёл в обеих гонках следующего этапа на Ред Булл Ринге. Он финишировал шестым в первой гонке шестого этапа в Ассене, прежде чем четыре раза подряд сходил с дистанции. Ван дер Линде закончил сезон на 11-м месте в личном зачёте, а четвёртое место в Монце осталось его лучшим результатом в сезоне.

#### 2022 год
В сезоне 2022 года ван дер Линде стал напарником Филиппа Энга в коллективе Schubert Motorsport. На втором этапе сезона на Лаузицринге Шелдон выиграл обе гонки. Свою третью победу в сезоне одержал в первой гонке пятого этапа на Нюрбургринге, опередив своего брата Кельвина. Это был первый раз в истории, когда два брата финишировали дублем в гонке DTM. Перед финальным этапом на Хоккенхаймринге ван дер Линде опережал пилота Mercedes Лукаса Ауэра на 11 очков в личном зачёте. В первой гонке этапа, которую Ауэр выиграл, ван дер Линде финишировал вторым после старта с 16-го места из-за штрафа в 10 мест на стартовой решётке. Он вышел на вторую гонку этапа на два очка впереди Ауэра в личном зачёте, в конечном итоге выиграв свой первый титул, заняв третье место, что позволило ему на 11 очков опередить Ауэра, который финишировал седьмым в турнирной таблице.